# محمود حکیمی
محمود حکیمی (۹ شهریور ۱۳۲۳ – ۳۰ شهریور ۱۴۰۳) نویسنده و مترجم ایرانی در زمینه تاریخ اسلام بود. وی از نخستین نویسندگانی بود که پیش از انقلاب ۱۳۵۷ کتاب‌هایی درباره موضوعات اسلامی برای کودکان و نوجوانان نوشت.

## زندگی
محمود حکیمی در ۹ شهریور ۱۳۲۳ در تهران زاده شد. او نویسندگی را از سال ۱۳۳۹ در مجله کیهان بچه‌ها آغاز کرد و این همکاری برای چهار سال ادامه داشت. او پس از گذراندن تحصیلات ابتدایی و متوسطه، برای تحصیل در رشته زبان انگلیسی وارد دانشگاه تربیت معلم شد و پس از مدتی تدریس در مدارس تهران برای ادامه تحصیل دررشته تعلیم و تربیت به انگلستان رفت. او پس از دریافت کارشناسی ارشد و بازگشت به ایران به تدریس در مراکز تربیت معلم پرداخت.
نخستین کتاب دینی محمود حکیمی در سال ۱۳۴۷ با نام اشراف‌زاده قهرمان درباره زندگی مصعب بن عمیر بود. او از سال ۱۳۵۰ داستان‌های دینی خود را در مجله حوزه علمیه قم با نام درس‌هایی از مکتب اسلام منتشر می‌کرد. وی در این مجموعه‌داستان تلاش کرد رویکرد تازه‌ای برای ارائه آموزه‌های دینی به مخاطبان جوان نشان دهد.
محمود حکیمی پس از انقلاب ۱۳۵۷ مسئولیت‌هایی چون معاونت دفتر انتشارات کمک آموزشی و ویراستار کتاب‌های درسی علوم انسانی دفتر تالیف کتاب های درسی را بر عهده داشت. او از ۱۳۶۵ سرپرست واحد مطالعات و انتشارات سازمان آموزش کودکان و دانش‌آموزان استثنایی بود.
محمود حکیمی در دوران بازنشستگی به کار مورد علاقهٔ خود که همان پژوهش و نویسندگی درزمینهٔ ادبیات معاصر انقلابی ایران و تاریخ تمدن است، پرداخت.

## جوایز و نشان‌ها
فرهنگسرای نوجوانان در منطقه ۱۸ شهرداری تهران کتابخانه‌ای را به نام محمود حکیمی نام‌گذاری کرده است که در سال ۱۳۸۲ توسط او افتتاح شد.
وی در اوایل دهه ۱۳۸۰ (خورشیدی) به دلیل آثار و مقالات زیادی که در زمینه نهضت حسینی داشت، مورد تقدیر قرار گرفته و «خادم فرهنگ عاشورایی» لقب گرفت.

## آثار
- غرب بیمار (نخستین کتاب محمود حکیمی که در سال ۱۳۵۱ه‍.خ منتشر شد)
- انسان و الکترونیک (۱۳۵۲)
- مبانی ادبیات کودک و نوجوان: ویژه ادبیات دینی
- همراه با عارفان، عیاران و جوانمردان
- نگاهی به تاریخ معاصر جهان یا بحرانهای عصر ما
- ساندر (ترجمه)، اثر ویلیام اچ. آرمسترانگ
- در مدرسه مولانا: سیری در مثنوی معنوی
- در مدرسه حکیم توس، از ایرانم، از شهر آزادگان، دربارهٔ فردوسی، سراینده سرود آزادی
- در مدرسه پیر نیشابور: نگرشی بر زندگی، آثار و اندیشه‌های فریدالدین عطار نیشابوری
- در مدرسه اقبال لاهوری (سرو آزادی) دربارهٔ زندگانی، آثار و اندیشه‌های محمد اقبال
- رودخانه خروشان عشق: نگاهی به زندگانی دکتر سیدحسین فاطمی
- زندگی‌نامه، اندیشه‌ها و مبارزات دکتر محمد مصدق
- زندگی‌نامه، اندیشه‌ها و مبارزات علی اکبر دهخدا
- در مدرسه فرمانروای ملک سخن سعدی
- راه بازرگان
- در مدرسه ناصرخسرو قبادیانی
- گلستان سعدی همراه با برگردان انگلیسی، مصلح بن عبدالله سعدی، ادوارد رهاتسک (مترجم)، فرانسیس گلادوین (مترجم)، محمود حکیمی (به اهتمام)
- بوستان سعدی همراه با برگردان انگلیسی، مصلح بن عبدالله سعدی، جورج مایکل ویکنز (مترجم)، محمود حکیمی (به اهتمام)
- در مدرسه پروین
- با پیشگامان آزادی: اندیشه‌ها و کوشش‌های فرهنگی و سیاسی حاج میرزا حسن رشدیه تبریزی
- تاریخ تمدن یا داستان زندگی انسان (مجموعه‌ای ۲۱جلدی که نخستین جلد آن در سال ۱۳۶۰ه‍.خ و جلد بیست ویکم آن در ۱۳۸۲ه‍.خ منتشر شد)
- مبانی ادبیات دینی کودکان و نوجوانان
- طاغوت در جزیره‌ای دورافتاده (داستان)
- داستان‌ها و فرازهایی از زندگانی امام حسین
- به سوی ساحل
- نقابداران جوان
- همراه با سیاحان و جهانگردان و مسافران تاریخ
- هزار و یک حکایت تاریخی (مجموعه سه جلدی) ال ۱۳۵۱ه‍.خ منتشر شد)
- داستان‌ها و فرازهایی از زندگانی امام حسین
- داستانهایی از عصر رضاشاه
- داستانهایی از عصر ناصرالدین شاه
- وجدان (داستان)
- سلحشوران علوی
- پرواز به سوی سیاره آزادی
- در سرزمین یخبندان
- اشراف‌زاده جوان
- پیام آور محبت
- حس ششم
- وجدان
- داستان‌هایی از زندگی امیرکبیر